# MobuzzTV
MobuzzTV était un vlog (video blog) qui proposait chaque jour (du lundi au vendredi) une information de 5~6 min. L’enregistrement se déroulait à Madrid en Espagne. Les vidéos étaient conçues de sorte à être facilement visionnables sur les téléphones portables et les iPods. Chaque programme était disponible en version anglaise et espagnole, avec des informations très semblables. La version anglaise était présentée par Olivia Waters, et la version espagnole par Iria Gallardo. En plus des vidéos, des liens en relation avec les thèmes abordés étaient habituellement proposés. Les téléspectateurs étaient encouragés à participer en proposant des idées et en postant des commentaires. Le 9 avril 2007, une version haute définition des podcastes de 720p ont fait leur apparition.
À partir de début octobre 2007, il a existé une version française présentée par Osiris.

## Genre et information
MobuzzTV était principalement axé sur des sujets concernant les nouvelles technologies et internet qui sont habituellement peu traités par les médias traditionnels. Les vidéos étaient sous licence Creative Commons.

## Présentateurs
| Présentateur     | Période                        | Langue                     |
| ---------------- | ------------------------------ | -------------------------- |
| Osiris Martinez  | octobre 2007 - fermeture       | français                   |
| Olivia Waters    | 23 septembre 2007 - fermeture  | anglais (accent BBC)       |
| Susan Hickey     | 18 juin 2007 - 30 juillet 2007 | anglais (accent irlandais) |
| Iria Gallardo    | 30 mars 2005 - fermeture       | espagnol                   |
| Karina Stenquist | 29 avril 2005 - 15 juin 2007   | anglais (accent américain) |
| Emma Rebaldi     | 30 mars 2005 - 30 juin 2005    | anglais                    |
| Anil de Mello    | temporaire                     | anglais                    |

## Newsroom
La Newsroom était un système mis en place par Mobuzz pour partager les découvertes des auditeurs. Vous pouviez classer vos "buzz" dans les rubriques suivantes : "Links" "Vidéo" "Photos". Les soumissions étaient publiées immédiatement et pouvaient être votées et commentées par les autres internautes.

## La fin de Mobuzz
MobuzzTV ferme ses portes le mercredi 26 novembre 2008, à la suite de difficultés financières et d'appels aux dons. Le groupe n'a pas eu assez d'argent pour reprendre la production des émissions. D'après les explications données, c'est à la suite du passage de la crise financière que les choses se sont dégradées. Après quelques tentatives le projet est abandonné et le groupe fermé. Une explication officielle est donnée, vous pouvez la consulter en bas de cette page. 
L'historique  : 
- Mardi 4 novembre 2008 :  La vidéo et l'opération « Sauvons Mobuzz » est lancée. Les dons commencent.
- Mardi 11 novembre 2008 : MobuzzTV est sauvé ! Ils ont récolté 33 000 euros, et des "portes" leur sont ouvertes...
- Mercredi 19 novembre 2008 : Dernier show, après silence radio.
- Mercredi 26 novembre 2008 : Une annonce est diffusée sur le site qui annonce les raisons de la fermeture.